# Včelná
Obec Včelná (německy Bienendorf) se nachází v okrese České Budějovice, kraj Jihočeský, necelých 6 km jižně od centra Českých Budějovic. Žije zde přibližně 2 300 obyvatel.

## Historie

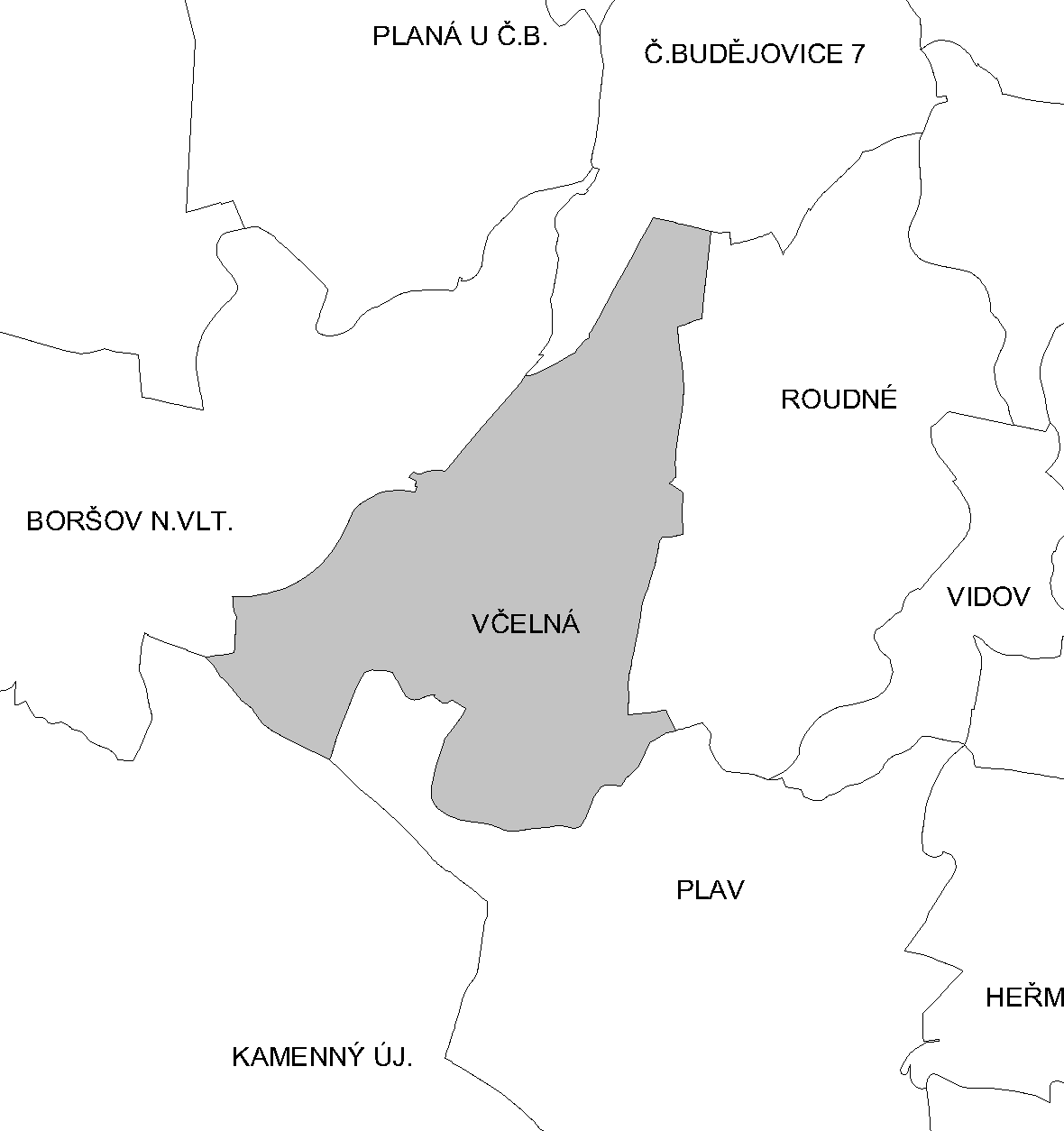
Katastrální území Včelné

Sídlo Binnendorf (Mezives) lidově zvané též Bory či Na Borech vzniklo v lesním průseku při nové císařské silnici z Českých Budějovic do Lince, na půli cestě mezi Rožnovem a Kamenným Újezdem v roce 1784. První písemná zmínka o vsi pochází z roku 1785. V letech 1850 až 1930 tvořila Včelná osadu obce Poříčí, od té doby je samostatnou obcí. Název Binnendorf byl později zkomolen na Bienendorf (Včelí Ves) a z toho vznikl současný název.

## Pamětihodnosti
- Výklenková kaplička Na rozloučenou, zavěcená sv. Janu Nepomuckému, z první polovina 19. století, soška světce obnovena roku 2004
- Bývalý strážní domek koněspřežná železnice České Budějovice - Linec (č.p. 242 severovýchodně od obce)
- Kaple z roku 1900
- Křížek v lese Na Hraničkách v místě nálezu monstrance i s tělem Páně, která byla ukradena roku 1845 z kostela v Černici u Českého Krumlova. Místo zvláštní zbožnosti v souvislosti se svatokrádeží.
- Pomník rudoarmějců

## Průmysl a služby
V obci se nachází podzemní sklady společnosti Čepro napojené přímo na produktovodní síť. Objekt slouží i jako železniční terminál (překladiště paliv).
Nad obcí, již na katastru sousedního Plavu se nachází vysílač regionálního DVB-T multiplexu televize Gimi.

## Osobnosti
- František Tikal (1933–2008), československý hráč ledního a pozemního hokeje, trenér hokejové Slavie